# D.P. (serie televisiva)
D.P. (디피?, DipiLR, acronimo di Deserter Pursuit, lett. "Inseguimento dei disertori") è una serie televisiva sudcoreana basata sul webtoon D.P. Dog's Day di Kim Bo-tong, sceneggiatore insieme al regista Han Jun-hee. La prima stagione è stata distribuita su Netflix il 27 agosto 2021, mentre la seconda il 28 luglio 2023.

## Trama
Ambientata nel 2014, la serie segue una squadra della polizia militare coreana con la missione di catturare i disertori.

## Personaggi e interpreti
- Ahn Joon-ho, interpretato da Jung Hae-in (st. 1-2)
- Han Ho-yeol, interpretato da Koo Kyo-hwan (st. 1-2)
- Park Beom-gu, interpretato da Kim Sung-kyun (st. 1-2)
- Im Ji-sup, interpretato da Son Suk-ku (st. 1-2)
- Oh Min-woo, interpretato da Jung Seok-yong (st. 2)
- Seo-eun, interpretata da Kim Ji-hyun (st. 2)
- Gu Ja-woon, interpretato da Ji Jin-hee (st. 2)

## Riconoscimenti
- APAN Star Award[5][6]
  - 2022 – Premio all'alta eccellenza, attore in un dramma OTT a Jung Hae-in
  - 2022 – Candidatura Premio all'eccellenza, attore in un dramma OTT a Koo Kyo-hwan
  - 2022 – Candidatura Miglior regista a Han Jun-hee
- Asian Academy Creative Award[7]
  - 2022 – Miglior attore protagonista a Jung Hae-in
- Baeksang Arts Award[8][9]
  - 2022 – Miglior drama
  - 2022 – Miglior attore di supporto a Cho Hyun-chul
  - 2022 – Miglior nuovo attore a Koo Kyo-hwan
  - 2022 – Candidatura Miglior regista a Han Jun-hee
  - 2022 – Candidatura Miglior attore a Jung Hae-in
  - 2022 – Candidatura Miglior nuovo attore a Shin Seung-ho
- Blue Dragon Series Award[10][11]
  - 2022 – Miglior drama
  - 2022 – Miglior nuovo attore a Koo Kyo-hwan
  - 2022 – Candidatura Miglior attore protagonista a Jung Hae-in
  - 2022 – Candidatura Miglior attore di supporto a Son Suk-ku
- Director's Cut Award[12]
  - 2022 – Miglior attore televisivo a Koo Kyo-hwan
  - 2022 – Miglior nuovo attore televisivo a Cho Hyun-chul
  - 2022 – Candidatura Miglior attore televisivo a Jung Hae-in
  - 2022 – Candidatura Miglior regista televisivo a Han Jun-hee
  - 2022 – Candidatura Miglior sceneggiatura televisiva a Han Jun-hee e Kim Bo-tong
  - 2022 – Candidatura Miglior nuovo attore televisivo a Koo Kyo-hwan
  - 2022 – Candidatura Miglior nuova attrice televisiva a Won Jian
- Korea Drama Award[13]
  - 2023 – Premio all'eccellenza per gli attori a Kim Sung-kyun